# Магдалена Николић
Магдалена Николић (Београд, 10. август 1887 — Доње Синковце, 13. март 1917) била је српска добротворка у време Првог светског рата. Основала је болницу за рањене војнике, где је лечила и војнике непријатељских држава. Убијена је од стране Бугара под оптужбом за учествовање у Топличком устанку.
Родила се у угледној београдској породици, отац јој је био чувени трговац Тома Ошрешковић. Школовала се у Швајцарској, а након школовања удала се за народног посланика Гаврила Гају Николића и са њим живела у Лебану.

## Активности у Великом рату
Са почетком Првог светског рата дошле су и све Магдаленине невоље. Њен муж је отишао са војском, а она је остала у Лебану са троје деце. Бугарска окупација је била безобзирна, али је Магдалена ипак покушавала да спаси по којег Србина, притом тешећи жене да остану јаке и прибране.
Одмах по доласку четника и Косте Пећанца, Магдалена је ступила у контакт са њима и снабдевала их одећом, храном, лековима и другим потрепштинама. Устанак се полако припремао и 20. јануара 1917. године отпочеле су борбе, након којих су Бугари потиснути из Лебана. У време опсаде Лебана од стране Јабланичког комитског одреда, сашила је српску тробојку и поклонила је ослободиоцима Лебана од бугарске власти.
Након борби много српских и бугарских војника остало је рањено на снегу, без икакве помоћи. Магдалена је уз помоћ других жена из Лебана основала болницу, где је смештала све војнике без обзира на националност и тако подједнако лечила и Србе и Бугаре. Све то је трајало дванаест дана и онда су Бугари успели да угуше устанак и поново заузели Лебане. Тада су у Лебану затекли болницу и Магдалену на њеном челу, а још више их је зачудило што је у њој било и бугарских рањеника. 
Без обзира на то, након недељу дана Бугари су јој пронашли кривицу, оптуживши је да је заставу предала побуњеним четницима и да је заједно са устаничким војводама организовала и помагала устанак. Под стражом је спроведена из Лебана у Лесковац где је данима била мучена, али и поред тога није одала ни једног устаника нити је признала ишта за шта је била оптужена.
После мучења, изречена јој је смртна пресуда и Магдалена је стрељана је 13. марта 1917. године у Араповој долини у Доњем Синковцу код Лесковца.
Тако је Магдалена постала симбол хуманитарног рада и посвећености, али и национални херој. Данас једна улица у Лебану носи њено име.